# Лок, Эбб
 Эбб Лок (англ. Abb Locke; 25.8.1934, Коттон-Плант, Арканзас, США — 9.3.2019, Кантри-Клаб-Хилс, Иллинойс, США) — американский блюзовый саксофонист. Номинант Blues Music Awards в номинации «Песня года» (1984). .

## Биография
Родился в 1934 году в Арканзасе в семье фермеров Эбба Лока-старшего и его жены Руби. С детства работал на хлопковых полях. Однажды, в 17-летнем возрасте, услышав игру Луи Джордана, сказал себе: «…если у меня когда-нибудь появятся деньги, я куплю себе саксофон" . Когда его отец ушёл из семьи, Эбб Лок-младший перебрался к матери в Мемфис, Теннесси.
В Мемфисе он присоединился к школьной группе Manassas High School, где играл вместе с Джорджем Коулменом и Хэнком Кроуфордом. Вскоре навыки Эбба позволили ему выступить в Мемфисе на радио с Би Би Кингом, а затем он даже дал концерт в Западном Мемфисе, который посетили Бобби Блэнд и Джуниор Паркер, чем музыкант потом гордился. Затем Эбб Лок перебрался в Чикаго, через Кейро, Колп и Карбондейл, где быстро приобрёл известность как сессионный тенор-саксофонист.
В его послужном списке работа с такими звёздами как Хаулин Вулф, Мадди Уотерс, Элмор Джеймс, Мемфис Слим, Вилли Мейбон, Мэджик Сэм, Вилли Диксон, Чак Берри, Отис Раш. Позднее к ним добавились Джеймс Коттон, Коко Тейлор, Бадди Гай, Эдди Клируотер, Лонни Брукс, Альберт Коллинз и даже Rolling Stones, с которыми он выступал на дне рождения Мика Джаггера перед 80 000 зрителей .
Как и многие сессионные музыканты он мало записывался сольно, выпустив лишь один сингл вместе с Отисом Рашем, но который был признан в 1984 году синглом года на Blues Music Awards и независимо выпустил в 1989 году альбом Big City Blues
С конца 1990 в течение 18 лет Эбб Лок гастролировал и записывался с группой Dave Weld & The Imperial Flames, пока ему не была диагностирована болезнь Альцгеймера  .  
Умер в 2019 году. 

## Дискография

### LP
- 1989: Big City Blues, выпущен самостоятельно

### Синглы
- 1983: «Blues Party» / «Cleo's Back», Rooster Blues Records